# Stenaelurillus nigricaudus
Stenaelurillus nigricaudus là một loài nhện trong họ Salticidae.
Loài này thuộc chi Stenaelurillus. Stenaelurillus nigricaudus được Eugène Simon miêu tả năm 1886.